# Ja objavljaju vam vojnu
Ja objavljaju vam vojnu (russisk: Я объявляю вам войну) er en sovjetisk spillefilm fra 1990 af Jaropolk Lapsjin.

## Medvirkende
- Nikolaj Badjev
- Igor Bitjutskij
- Nikolaj Jeremenko som Jrokhin
- Oleg Kortjikov som Vorotnikov
- Dmitrij Nalivajtjuk